# Motomiya
Motomiya (jap. 本宮市 Motomiya-shi) – miasto w Japonii, na wyspie Honsiu, w prefekturze Fukushima. Ma powierzchnię 88,02 km². W 2020 r. mieszkało w nim 30 236 osób, w 10 557 gospodarstwach domowych  (w 2010 r. 31 489 osób, w 9 526 gospodarstwach domowych) .

## Położenie
Miasto leży w środkowej części prefektury graniczy z miastami: Kōriyama i Nihonmatsu.

## Historia
Motomiya otrzymała status miasta 1 stycznia 2007. Powstała z połączenia miasteczka Motomiya i wsi Shirasawa.